# 特尔克
特尔克，是西班牙安达卢西亚自治区阿尔梅里亚省的一个市镇。 总面积16km2, 总人口478人（2001年），人口密度30人/km2。